# Miasto kobiet (film)
Miasto kobiet (oryg. La città delle donne) – włosko-francuska tragikomedia filmowa z 1980 roku w reżyserii Federico Felliniego.

## Obsada aktorska
- Marcello Mastroianni – Snàporaz
- Anna Prucnal – Elena
- Bernice Stegers – kobieta w pociągu
- Donatella Damiani – Donatella
- Jole Silvani – motocyklistka
- Ettore Manni – dr. Xavier Katzone
- Fiammetta Baralla – Onlio
- Hélène Calzarelli – feministka
- Isabelle Canto da Maya
- Catherine Carrel – przywódczyni
- Stéphane Emilfork – feministka
- Sylvie Meyer – feministka

## Fabuła
Snàporaz jest niepoprawnym kobieciarzem. Poznaje pewną dziewczynę w pociągu i rusza za nią. Trafia do miasta kobiet, gdzie odbywa się kongres feministyczny. Tam staje się obiektem pożądań i namiętności, ścigany przez kobiety.